# 里夫斯冰原
74°25′S 160°0′E / 74.417°S 160.000°E

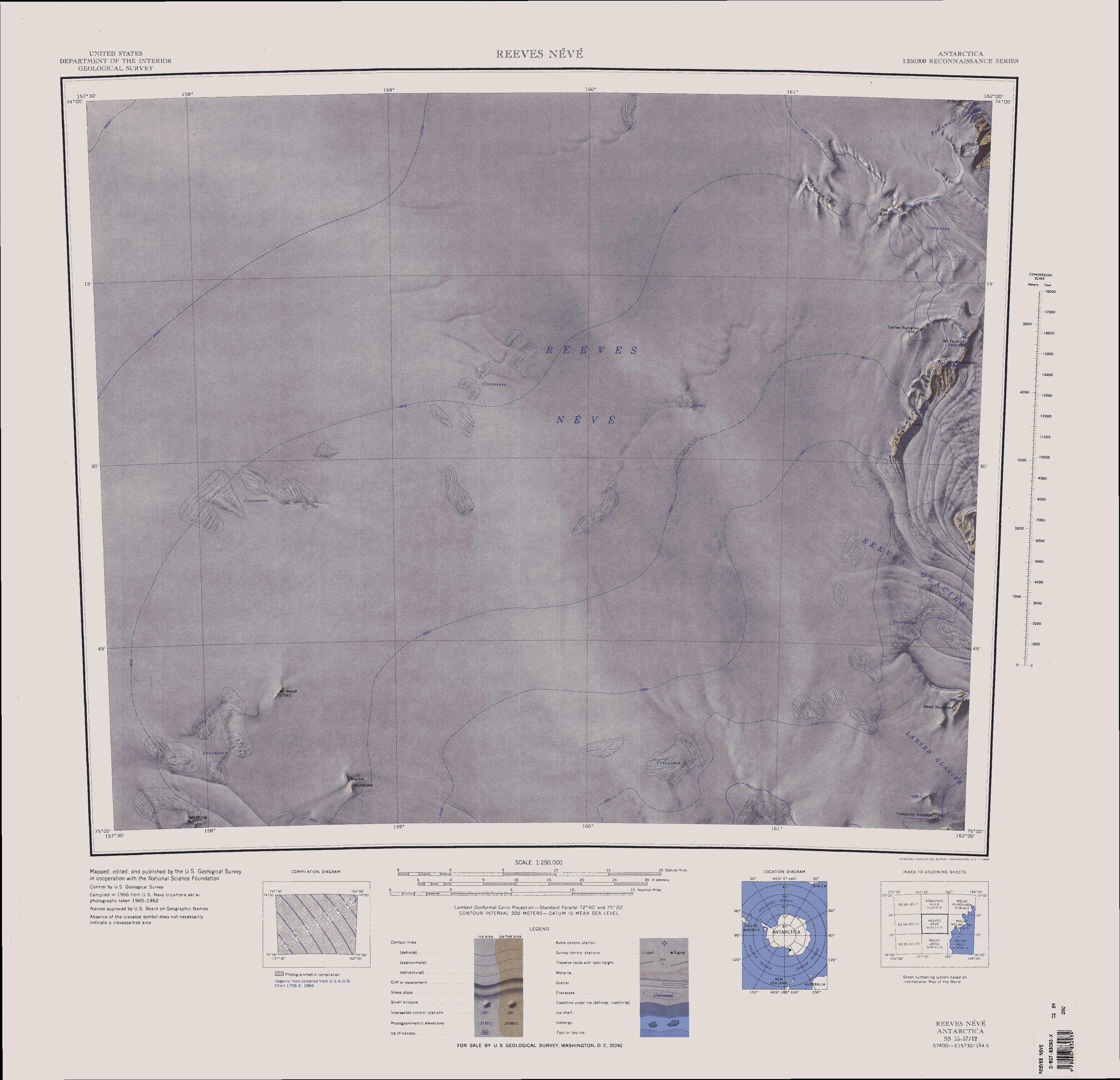

里夫斯冰原（英語：Reeves Névé），是南極洲的冰原，位於維多利亞地的斯科特海岸，處於艾森豪山脈以西，取名自里維斯冰川，現時由南極條約體系管理。